# Aleksiej Tiszczenko
Aleksiej Tiszczenko (ros. Алексей Викторович Тищенко; ur. 29 maja 1984 w Omsku) – rosyjski bokser wagi lekkiej, dwukrotny mistrz olimpijski, mistrz świata i Europy.
Największym sukcesem zawodnika jest złoty medal igrzysk olimpijskich w Atenach w kategorii piórkowej (do 57 kg) i igrzysk olimpijskich w Pekinie w kategorii lekkiej (do 60 kg).